# Сяркиола
Сяркиола — река в Мурманской области России. Протекает по территории Кандалакшского района. Левый приток реки Куолайоки.
Длина реки составляет 15 км. Площадь бассейна 50,2 км².
Берёт начало в лощине между горами Рохмойва и Сауккотунтури. Протекает по лесной болотистой местности в северном направлении. Впадает в Куолайоки близ российско-финской границы. Населённых пунктов на реке нет. Через Сяркиолу в среднем течении перекинут автомобильный мост на автодороге Алакуртти — российско-финляндская граница.

## Данные водного реестра
По данным государственного водного реестра России относится к Баренцево-Беломорскому бассейновому округу, водохозяйственный участок реки — Тенниёйоки. Речной бассейн реки — бассейны рек Кольского полуострова и Карелии.
Код объекта в государственном водном реестре — 02020020012102000007940.